# San Giuseppe del Sanatorio Bernardino Ramazzini
San Giuseppe del Sanatorio Bernardino Ramazzini är ett kapell i Rom, helgat åt den helige Josef. Kapellet är beläget vid Via della Batteria di Porta Furba i Quartiere Tuscolano. Kapellet uppfördes ursprungligen för Sanatorio Bernardino Ramazzini, ett sanatorium för tuberkulospatienter, uppkallat efter den italienske läkaren Bernardino Ramazzini (1633–1714). Numera är det kapell för Guardia di Finanza.

## Historia
Kapellet uppfördes efter ritningar av den italienske arkitekten Florestano Di Fausto (1890–1965). Interiörens grundplan är rektangulär.